# رودريك غرين (لاعب كرة قدم أمريكية)
رودريك غرين (بالإنجليزية: Roderick Green)‏ هو لاعب كرة قدم أمريكية أمريكي، ولد في 26 أبريل 1982 في برينهام في الولايات المتحدة.

## وصلات خارجية
- رودريك غرين على موقع مرجع كرة القدم المحترفة.كوم (الإنجليزية)
- رودريك غرين على موقع JustSportsStats.com (الإنجليزية)